# The Breast
The Breast ist eine wissenschaftliche Fachzeitschrift, die vom Elsevier-Verlag veröffentlicht wird und im Open Access erscheint. Die Zeitschrift ist das offizielle Publikationsorgan des Breast Centres Network und erscheint mit sechs Ausgaben im Jahr. Es werden Arbeiten veröffentlicht, die sich mit der Prävention und Behandlung von Brustkrebs beschäftigen.
Der Impact Factor lag im Jahr 2016 bei 2,801. Nach der Statistik des ISI Web of Knowledge wird das Journal mit diesem Impact Factor in der Kategorie Onkologie an 119. Stelle von 217 Zeitschriften und in der Kategorie Gynäkologie und Geburtshilfe an 21. Stelle von 79 Zeitschriften geführt.